# Місто пермутацій
«Місто пермутацій» (англ. Permutation City) — науково-фантастичний роман австралійського письменника Грег Ігена, що поєднує посткиберпанк та філософію. Вперше було опубліковано 1994 року. Є другим романом циклу «Суб'єктивна космологія». Першим є «Карантин» (1992 рік), третім — «Відчай» (1995 рік). Романи пов'язані один з одним тільки тематично: в кожному розглядається прихований вплив свідомості на фізичний світ.

## Світ роману
2045 рік. Земля опустошена наслідками змін клімату, економіка та культура значною мірою глобалізуються, а цивілізація накопичила величезну кількість хмарних обчислень та пам'яті інформацій, які розповсюджуються на міжнародному рівні і торгуються на публічному ринку — біржею QIPS (Квадрильйон інструкцій на секунду).
Ця велика обчислювальна спроможність дозволила створити «Копії» — завантаження свідомості «відсканованих» людей, які є досить детальними, щоб забезпечити суб'єктивні дії свідомості. Сканування стало достатньо безпечним і досить поширеним, щоб декілька заможних людей могли дозволити собі створити резервні Копії. Копії ще не мають прав людини за законами жодної держави чи міжнародного органу.
Копії людей настільки розсинхронізовано з реальним світом і з іншими копіями, що єдиний вихід для них порвати будь-які зв'язки зі світом. З'являється субкультура, яка називає себе «Нацією соліпсіста»: для них назавжди замкнутися в персональної симуляції.
У реальному світі створено проєкт "Операція « Метелик» у своїй перспективі здатний запобігти природним катаклізмам і врятувати життя багатьом людям. Необхідні на нього обчислювальні потужності створюють «сплюснення» Копій, яке виражається у випаданні з часу. Загроза розробки нових подібних проєктів і ймовірність того, що в майбутньому права Копій можуть бути скасовані, роблять віртуальний світ повністю залежним від зовнішнього світу.

## Зміст
Мешканець Сіднею Пол Дарем, що експериментував над Копіями самого себе, пропонує багатіям створити для їх Копій віртуальне Місто пермутацій незалежне від зовнішнього світу та часу.
Дарем прогнозує, що зусилля щодо використання хаотичних ефектів зіткнуться з правами копіювання, оскільки як Копії, так і симулятори погоди вимагатимуть збільшення акцій QIPS. Все, що повинна зробити кожна копія, — це зробити порівняно невелику інвестицію у 2 млн євро, щоб створити комп'ютер Дарема — «Автосервер».
Пол Дарем наймає програмістку Марію Делюку для розробки віртуальної планети. Також їй належить придумати цифрові реплікатори — штучні організми, що самі відтворюються які забезпечать жителів Міста перетурбацій розвагами. Замовлення виглядає дивно, але грошей за його виконання вистачить, щоб зробити копію особистості її вмираючої матері.
Пол Дарем також доручає відомому архітектору віртуальної реальності Малькольму Картеру побудувати повномасштабне місто VR (Віртуальна реальність). Останній таємно зламує машинні коди Соліпсистських Копій Націй, куди проникають 2 Копії з нетрів.
Водночас Пол Дарем приходить до ідеї, що немає різниці між фізикою і математикою, за допомогою останньої можливо пояснити усі процеси. На основі цього Дарем розробляє «Теорію пилу», яка полягає в тому, що після смерті свідомість не зникає, а знаходить собі нове обчислювальне середовище. Розум продовжує функціонувати, як програма, записана на новий носій. В якості такого носія підійде будь-яка досить складна система. Після смерті свідомість наче збирає себе з пилу. Тому, коли Копія видаляється, її власний свідомий досвід буде продовжуватися.
Дарем використовує гроші для імітації конфігурації Едемського саду — нескінченно розширюваного, масово складного стільникового автоматизованого всесвіту. Згідно з «Теорією пилу», таке моделювання створило б самовідповідний «Всесвіт TVC», який би існував у власних часових вимірах. Планетна насіннєва програма Autoverse, розроблена Марією, включена в пакет «Всесвіту TVC».
Після успішного запуску, симуляції, припинення та вилучення «Всесвіту TVC», що отримав назву «Планета Ламберт», Дарем в ванній перерізає собі вени, щоб прояснити свою теорію.
Марія прокидається в Місті пермутацій через 7000 років суб'єктивного часу після запуску проєкту. Її розбудив Дарем, який занепокоєний тим, що штучне життя, яким Марія населила Планету Ламберт, вийшла з-під контролю. Вона еволюціонувала до стану розумних комах. Він бажає використати шматочок Марії з потужності Всесвіту (як засновниці Всесвіту TVC вона фактично отримала контроль над постійно зростаючою зоною процесорної мережі), щоб здійснити перший контакт з мешканцями Планети Ламберт (ламбертійців). Дарем вважає, що це необхідно, тому що він втратив можливість призупинити моделювання Автосерверу або сповільнити його через постійне кратне розмір процесорної мережі, яку він займає.
Дарем, Марія та деякі інші супутники рушають до Автосерверу, щоб спробувати переконати ламбертійців у чинності «гіпотези творця» та її методологічній перевазі над власною щойно сформульованою теорією. Але ті відкидають теорію творця. Проблема в тім, що колективний розум комах-ламбертійців перевищує колективний розум мешканців Міста перетурбацій. Зрештою комахи починають стирати Копії, внаслідок чого місто починає гинути. Дарем та Марія інформують жителів Міста Пермутація, які запускають новий Едемський сад. Марія переконує Дарема переприйти з нею в новий Всесвіт, де вони зможуть спокійно дослідити Планету Ламберт.

## Нагороди
Премії:
1. 1995: Меморіальна премія імені Джона Кемпбелла
2. 1995: Премія Дітмар (Австралія)
3. 1999: Премія «Гігамеш»

Номінації:
1. 1995: Премія Британської науково-фантастичної асоціації
2. 1996: Меморіальна премія імені Філіпа К. Діка
3. 1999: Премія «Ігнотус»
4. 1999: Премія «Італія»
5. 2000: Премія Сейун